# Cătanele negre
Din episoadele de luptă ale Regimentului grăniceresc năsăudean trebuie menționate bătăliile cu prusacii, la Troppau, în 1799, luptele cu turcii din 1788, precum și cu armatele franceze în mai multe campanii militare purtate între 1792-1814. Cătanele negre din Batalionul II al Regimentului de infanterie nr. 17 (regimentul grăniceresc valah nr.2) de la Năsăud l-au uimit, în bătălia de la Areda Veneției (15-17 noiembrie 1796) chiar pe tânărul general francez Napoleon Bonaparte, care a notat în amintirile sale vitejia soldaților năsăudeni, singura care l-a frustrat la podul de la Arcole de o victorie asupra armatei imperiale austriece.